# Thomas Caute Reynolds
Thomas Caute Reynolds (* 11. Oktober 1821 in Charleston, South Carolina; † 30. März 1887 in St. Louis, Missouri) war ein US-amerikanischer Politiker. Im Jahr 1861 war er Vizegouverneur des Bundesstaates Missouri und von 1862 bis 1865 konföderierter Exil-Gouverneur dieses Staates.

## Werdegang
Im Jahr 1838 absolvierte Thomas Reynolds die University of Virginia in Charlottesville, wo er Jura studierte. Zwischenzeitlich besuchte er auch die Universität Heidelberg. Bis 1850 war er im diplomatischen Dienst an der amerikanischen Botschaft in Madrid. Im Jahr 1850 eröffnete er in St. Louis eine Anwaltskanzlei. Politisch schloss er sich der Demokratischen Partei an, in der er in der Frage der Sklaverei den Standpunkt der Südstaaten unterstützte. Zwischen 1853 und 1857 war er Bundesstaatsanwalt für den Staat Missouri. 
1860 wurde Reynolds an der Seite von Claiborne Fox Jackson zum Vizegouverneur von Missouri gewählt. Dieses Amt bekleidete er offiziell zwischen dem 3. Januar und dem 23. Juli 1861. Dabei war er Stellvertreter des Gouverneurs und Vorsitzender des Staatssenats. Er setzte sich für eine Abspaltung seines Staates von der Union und den Anschluss an die Konföderation ein. Nach dem Ausbruch des Bürgerkriegs wurde der Staat Missouri in großen Teilen vom Heer der Union besetzt. Gouverneur Jackson und Vizegouverneur Reynolds wurden abgesetzt und mussten fliehen. Beide hielten ihren Anspruch auf ihre jeweiligen Staatsämter aufrecht und bildeten eine konföderierte Gegenregierung aus dem Exil heraus. Nach Jacksons Tod im Dezember 1862 wurde Reynolds aus konföderierter Sicht neuer Gouverneur von Missouri. Allerdings hatte er aufgrund der militärischen Lage keinen Zugriff auf diesen Staat. Mit Hilfe von General Sterling Price begann im Oktober 1864 ein Feldzug zur Zurückeroberung Missouris, der aber scheiterte. Reynolds nahm aktiv an diesen Aktionen teil. Anschließend überwarf er sich mit General Price. Beide Männer gaben sich gegenseitig die Schuld für das Scheitern ihres Feldzugs.
Nach dem Krieg floh Reynolds nach Mexiko, wo er für einige Zeit Berater von Kaiser Maximilian wurde. Im Jahr 1868 kehrte er nach St. Louis zurück, wo er als Anwalt praktizierte. 1874 wurde er in das Repräsentantenhaus von Missouri gewählt. Später war er für die Bundesregierung als Beauftragter für den Südamerikahandel tätig. Am 30. März 1887 beging Thomas Reynolds in St. Louis Selbstmord, indem er sich in einen Fahrstuhlschacht stürzte. Er war laut seinem Abschiedsbrief von der Furcht ergriffen, langsam seinen Verstand zu verlieren.